# Buck Rogers (serie televisiva 1979)
Buck Rogers (Buck Rogers in the 25th Century) è una serie televisiva statunitense in 37 episodi trasmessi per la prima volta nel corso di 2 stagioni dal 1979 al 1981.
È una serie d'avventura a sfondo fantascientifico prodotta da Glen A. Larson e basata sull'omonimo personaggio, nato nel 1928 dalla penna di Philip Francis Nowlan sulla rivista pulp Amazing Stories e reso popolare nelle strisce a fumetti. È la seconda serie televisiva dedicata a Buck Rogers, dopo quella del 1950.
L'episodio pilota della serie era costituito dal film Capitan Rogers nel 25º secolo, distribuito nelle sale statunitensi a partire dal 30 marzo 1979; visto il buon successo commerciale del film, la serie televisiva fu trasmessa a partire da settembre dello stesso anno. La prima stagione di 24 episodi (pilot e 22 episodi) fu trasmessa dal 20 settembre 1979 al 27 marzo 1980. La seconda stagione di 13 episodi fu trasmessa dal 15 gennaio 1981 al 16 aprile 1981.

## Trama
Il capitano William 'Buck' Rogers, astronauta risvegliatosi nel 2491 dopo una ibernazione nello spazio durata più di 500 anni, si ritrova in un universo molto diverso da quello che conosceva nel 1987.

## Episodi
| Stagione         | Episodi | Prima TV USA |
| ---------------- | ------- | ------------ |
| Prima stagione   | 24      | 1979-1980    |
| Seconda stagione | 13      | 1981         |

## Personaggi e interpreti

### Personaggi principali
- Capitano William "Buck" Rogers (32 episodi, 1979-1981), interpretato da Gil Gerard.
- Colonnello Wilma Deering (32 episodi, 1979-1981), interpretato da Erin Gray.
- Twiki (30 episodi, 1979-1981), interpretato da Felix Silla.
- Twiki (27 episodi, 1979-1981), interpretato da Mel Blanc.
- Dottor Elias Huer (21 episodi, 1979-1980), interpretato da Tim O'Connor.
- Narratore (21 episodi, 1979-1980), interpretato da William Conrad.
- Dottor Theopolis (19 episodi, 1979-1980), interpretato da Eric Server.

### Personaggi secondari
- Hawk (11 episodi, 1981), interpretato da Thom Christopher.
- Ammiraglio Asimov (11 episodi, 1981), interpretato da Jay Garner.
- Dottor Goodfellow (11 episodi, 1981), interpretato da Wilfrid Hyde-White.
- Crichton (11 episodi, 1981), interpretato da Jeff David.
- Communication-Probe Officer (5 episodi, 1980-1981), interpretato da Dennis Haysbert.
- Twiki (5 episodi, 1981), interpretato da Bob Elyea.
- Princess Ardala (4 episodi, 1979-1980), interpretato da Pamela Hensley.
- Tenente Devlin (4 episodi, 1981), interpretato da Paul Carr.
- Kane (3 episodi, 1979-1980), interpretato da Michael Ansara.
- Twiki (3 episodi, 1979-1980), interpretato da Patty Maloney.
- Varek (3 episodi, 1979-1981), interpretato da Anthony James.
- Hieronymous Fox (2 episodi, 1979-1980), interpretato da Gary Coleman.
- Koori (2 episodi, 1981), interpretato da BarBara Luna.
- Pratt (2 episodi, 1980-1981), interpretato da Sid Haig.
- Tigerman (2 episodi, 1979-1980), interpretato da H.B. Haggerty.
- Marine Pilot (2 episodi, 1980-1981), interpretato da James Emery.
- Jailer (2 episodi, 1979-1981), interpretato da Michael Masters.
- Soldato draconiano (2 episodi, 1979-1980), interpretato da Don Maxwell.
- Seton Kellogg (2 episodi, 1979), interpretato da Frank Gorshin.
- Jolen Quince (2 episodi, 1979), interpretato da John Quade.
- Sherese (2 episodi, 1979), interpretato da Nancy DeCarl.
- Joella Cameron (2 episodi, 1979), interpretato da Markie Post.
- Marcos (2 episodi, 1979), interpretato da Robert Tessier.
- Barney (2 episodi, 1979), interpretato da James Sloyan.
- Argus (2 episodi, 1979), interpretato da Victor Argo.

## Produzione
La serie fu prodotta da David J. O'Connell, Jock Gaynor e John G. Stephens per la Universal TV tramite la Glen A. Larson Productions, la Bruce Lansbury Productions e la John Mantley Productions e girata negli Universal Studios a Universal City in California.

### Registi
Tra i registi sono accreditati:
- Sigmund Neufeld Jr. in 4 episodi (1979-1980)
- Larry Stewart in 4 episodi (1980)
- Dick Lowry in 3 episodi (1979)
- David G. Phinney in 3 episodi (1980-1981)
- Vincent McEveety in 3 episodi (1981)
- Daniel Haller in 2 episodi (1979-1981)
- Philip Leacock in 2 episodi (1979)
- Jack Arnold in 2 episodi (1981)

### Sceneggiatori
Tra gli sceneggiatori sono accreditati:
- Robert C. Dille in 32 episodi (1979-1981)
- Glen A. Larson in 25 episodi (1979-1981)
- Leslie Stevens in 25 episodi (1979-1981)
- Alan Brennert in 6 episodi (1979-1980)
- Cory Applebaum in 3 episodi (1979)
- Stephen McPherson in 3 episodi (1981)
- Anne Collins in 2 episodi (1979)
- Chris Bunch in 2 episodi (1980)
- Allan Cole in 2 episodi (1980)
- Rob Gilmer in 2 episodi (1980)
- Bob Mitchell in 2 episodi (1981)
- Esther Mitchell in 2 episodi (1981)
- Francis Moss in 2 episodi (1981)
- Margaret Schneider in 2 episodi (1981)
- Paul Schneider in 2 episodi (1981)

## Distribuzione
La serie fu trasmessa negli Stati Uniti dal 20 settembre 1979 al 20 agosto 1981 sulla rete televisiva NBC con il titolo Buck Rogers in the 25th Century. In Italia è stata trasmessa dal settembre del 1982 su Italia 1 con il titolo Buck Rogers.
Alcune delle uscite internazionali sono state:
- nel Regno Unito il 30 agosto 1980
- in Svezia il 25 giugno 1983 (Buck Rogers)
- in Francia il 7 luglio 1984 (Buck Rogers)
- nei Paesi Bassi (Buck Rogers)
- in Germania (Buck Rogers)
- in Turchia (25. yüzyil)
- in Venezuela (Buck Rogers en el siglo 25)
- in Spagna (Buck Rogers, aventuras en el siglo 25)
- in Italia (Buck Rogers)